# That's Not My Name
"That's Not My Name" é o segundo single da dupla britânica The Ting Tings para seu primeiro álbum de estúdio, We Started Nothing. O single foi lançado em 9 de maio de 2008.

## Desempenho nas paradas
| Chart (2008)                             | Melhor Posição |
| ---------------------------------------- | -------------- |
| Áustria - Singles Chart                  | 45             |
| Austrália - ARIA Singles Chart           | 8              |
| European Hot 100 Singles                 | 7              |
| Croácia - Top 20 (International Singles) | 10             |
| Dinamarca - Singles Chart                | 10             |
| Alemanha - Singles Chart                 | 42             |
| Irlanda - Singles Chart                  | 2              |
| Nova Zelândia - Singles Chart            | 8              |
| Suécia - Singles Chart                   | 23             |
| Suíça - Singles Chart                    | 74             |
| Turquia - Singles Chart                  | 12             |
| Reino Unido - UK Singles Chart           | 1              |
| Estados Unidos - US Mod Rock             | 36             |